# Разнос двигателя
Разнос двигателя — аварийный режим работы электродвигателя или дизеля, а также в некоторых случаях газотурбинного двигателя, при котором происходит неуправляемое повышение частоты вращения выше допустимой. Такой режим у дизеля обычно наблюдается после холодного пуска или при резком сбросе нагрузки. Физические принципы работы карбюраторного двигателя не позволяют ему войти в разнос. Из электродвигателей к разносу склонны двигатели постоянного тока с последовательным возбуждением (к которым, в числе прочих, относятся тяговые двигатели многих локомотивов, трамваев и троллейбусов) а также двигатели параллельного (или независимого) возбуждения.

## Причины разноса
Основных причин разноса дизельного двигателя три: неисправность топливного насоса высокого давления, попадание большого количества масла в камеру сгорания через неисправный турбонагнетатель и неисправность форсунок. Разнос электродвигателей происходит при резкой потере нагрузки или при неисправности системы управления — обрыве в цепи обмотки параллельного или независимого возбуждения.

### Неисправность топливного насоса высокого давления
В отличие от бензиновых двигателей, в которых регулирование подачи топливо-воздушной смеси для изменения мощности и оборотов двигателя осуществляется дроссельной заслонкой, дизельные двигатели управляются изменением количества топлива, подаваемого топливным насосом высокого давления (ТНВД) в камеру сгорания. ТНВД приводится от распределительного вала, и его производительность напрямую задает скорость вращения двигателя. Для поддержания заданных оборотов применяется центробежный регулятор, ограничивающий объём впрыска при увеличении скорости вращения. В случае заклинивания рейки ТНВД разрывается цепь отрицательной обратной связи, в результате чего двигатель в зависимости от положения регулятора может либо заглохнуть из-за недостаточного количества топлива, либо уйти в разнос.

### Захватмоторного масла
В большинстве транспортных средств вентиляция картера двигателя выведена во впускной коллектор. На сильно изношенном двигателе газы прорываются через стенки поршня из камеры сгорания в картер, подхватывают масляный туман из картера и выносят его во впускной коллектор. Дизельный двигатель может работать на моторном масле, так как оно обладает даже более высокой удельной низшей теплотой сгорания, чем штатное дизельное топливо, поэтому обороты двигателя начинают расти. В результате увеличения оборотов растёт и количество масляного тумана, захватываемого из картера, и образуется положительная обратная связь. Такой разнос дизеля ещё опаснее, поскольку количество подхватываемого масляного тумана оказывается достаточным для работы вообще без подачи топлива и обороты растут бесконтрольно, так как все штатные способы регулирования воздействуют на подачу из ТНВД, что приводит к тяжёлым авариям. Для защиты от работы на масле на некоторых дизелях (автомобильном ЯАЗ-204, тяжёлом Д49, стоящем на тепловозах, кораблях, передвижных электростанциях, и др.) во впускном тракте установлена воздушная захлопка, закрывающаяся по сигналу от предельного выключателя.
Дизельный двигатель также может уйти в разнос при прогаре поршня или при неисправности турбонагнетателя (разрушение уплотнений вала или излом самого вала). При этом масло накапливается в интеркулере, о чём не всегда вспоминают при ремонте — в результате отремонтированный двигатель может вновь уйти в разнос. Нежелательное моторное масло может также попадать во впускной коллектор из протекающих сальников турбокомпрессора, от превышения уровня масла в картере или из-за других механических проблем. В транспортных средствах или стационарных объектах, где используются газодизельные двигатели, потребляющие природный газ, утечка газа также может привести к разносу из-за попадания его в воздухозаборник двигателя. Аналогичная проблема есть и в местах, содержащих угольную пыль, поэтому все машины с дизельными двигателями, работающие в угольных разрезах, обязательно имеют фильтр угольной пыли.

### Разнос электрических двигателей
Разнос может возникать только у коллекторных электрических двигателей. У синхронных и асинхронных двигателей частота вращения всегда ограничена частотой тока питающей сети, а у бесколлекторных двигателей — управляющей электроникой. Происходит при резкой потере нагрузки: разрушение механической передачи (срезание приводной шпонки, обрыв приводного ремня), боксование колёс (на локомотивах), разрыв струи перекачиваемой жидкости (у электронасосов). Электродвигатель параллельного возбуждения может пойти вразнос, если разорвать цепь обмотки возбуждения.

### Разнос газотурбинных двигателей
У некоторых ГТД обороты не всех роторов контролируются регулятором оборотов, поэтому при разрушении компрессора низкого давления (обрыв лопаток, попадание птицы) приводящая его турбина низкого давления теряет нагрузку и может уйти в разнос. Возможна ситуация, когда обрыв вала от турбины к нагрузке произойдёт до точки, от которой приводится регулятор оборотов — например, у НК-8-2У обороты ротора высокого давления контролируются основным насосом-регулятором, обороты ротора низкого давления — ограничителем оборотов ОГ-8-4, приводимым через среднюю опору — то есть от задней опоры компрессора низкого давления. Поэтому многие современные двигатели оборудованы датчиками оборотов, стоящими непосредственно возле турбины (в «горячей зоне»), по данным с которых система защиты выключает двигатель при разносе последних ступеней турбины.

## Опасность разноса
Если не предпринимать каких-либо действий по выводу из разноса, двигатель приходит в негодность по одной из перечисленных причин:
- разрушение двигателя в результате повышенной механической нагрузки (центробежных сил);
- у дизеля — возгорание в выпускном коллекторе, перегрев и заклинивание двигателя;
- у электродвигателя — выталкивание центробежной силой обмотки из пазов ротора и заклинивание двигателя.

Выведенный из разноса двигатель нуждается в капитальном ремонте, а иногда и вовсе не подлежит восстановлению. На летательном аппарате разрушение турбины может вызвать повреждение конструкции и аварию.

## Вывод двигателя из разноса
Для вывода дизельного двигателя из состояния разноса необходимо срочно перекрыть подачу воздуха, или на жаргоне "задушить мотор". Топливную магистраль перекрывать нежелательно, так как в случае попадания масла в цилиндр прекращение подачи топлива не поможет, а только отнимет время. Пытаться нагружать двигатель можно в машинах, у которых передача рассчитана на высокие нагрузки (на тепловозе). Включать высшую передачу и бросать сцепление на механической коробке передач бессмысленно и чревато дорогим ремонтом, так как высокий крутящий момент дизеля разрушит трансмиссию. На двигателях, оборудованных декомпрессионным механизмом (например, СМД-12, устанавливаемый на трактор ДТ-75) необходимо срочно ввести его в действие. На первых серийных советских дизельных грузовиках ЯАЗ-204 разнос двухтактного дизеля был весьма распространённым явлением, поэтому водители постоянно держали наготове ветошь, которую в случае разноса засовывали во впускной коллектор. Когда под рукой не было ветоши, в ход шли рукавицы и шапки-ушанки. Многие дизели имеют встроенные системы защиты от разноса. 
Для вывода из разноса электрического двигателя необходимо немедленно отключить его от питающей сети, что в некоторых случаях делает автоматика, получающая сигнал от тахогенератора.

## Профилактика разноса
Профилактика разноса сводится к своевременному техническому обслуживанию: контролю работы ТНВД и центробежного регулятора, недопущению скопления масла во впускном тракте, своевременному ремонту цилиндро-поршневой группы, а также контролю состояния турбокомпрессора.